# Iuliu Nițulescu
Iuliu (Jules) Nițulescu (n. 6 august 1895, Piatra Neamț – d. 23 aprilie 1975, Iași) a fost un medic român, membru titular al Academiei Române.

## Biografie
Iuliu Nițulescu s-a născut în 1895 la Piatra Neamț, tatăl său, Ion Nițulescu-Bistriceanu, fiind printre primii medici formați de școala medicală românească. A urmat studiile liceale la Colegiul Național „Gheorghe Roșca Codreanu” din Bârlad, după care, între anii 1914-1921, a urmat cursurile Facultății de Medicină din Iași. Între anii 1927-1929, beneficiind de o bursă a Fundației Rockefeller⁠(en)[traduceți], a lucrat în laboratoare și centre medicale de nutriție, de igienă, tuberculoză și biologie marină din Statele Unite ale Americii.
În anul 1942 a fost numit profesor titular la Catedra de patologie generală și medicină experimentală a Facultății de Medicină din Iași pe care a condus-o până în 1965. Din 1950 până în 1963 a fost directorul Institutului de Cercetări Medicale din cadrul Filialei Iași a Academiei Române, activitatea sa de cercetare axându-se pe studiul fiziopatologiei metabolismului și nutriției și urmărind problemele bolilor carențiale (în special a avitaminozelor și a pelagrei), farmacodinamia acidului nicotinic, fiziopatologia bolilor cronice degenerative cardiovasculare și hepatice.
Profesorul Iuliu Nițulescu a fost membru titular al Academiei Române, membru de onoare al Academiei de Științe Medicale și a numeroase alte societăți științifice din țară și străinătate.

## Distincții
- Medalia Muncii (14 septembrie 1953)[4]
- Ordinul Muncii clasa a II-a (21 august 1954) „pentru merite deosebite pe tărîmul construcției de stat, economice, sociale și culturale, cu ocazia celei de a zecea aniversări a eliberării patriei noastre”[5]
- Ordinul „Meritul Științific” clasa a II-a (26 septembrie 1966) „pentru merite deosebite în activitatea științifică, cu prilejul Centenarului Academiei Republicii Socialiste România”[6]